# Хаге, Анике
Анике Хаге (нем. Anike Hage, 19 марта 1985, Вольфенбюттель, Германия) — немецкая создательница комиксов, мангака. Обладательница премии AnimaniA Award (2007) за комикс «Готические виды спорта».

## Биография
Анике Хаге начала рисовать ещё в школе, впервые познакомившись с мангой благодаря работе Наоко Такэути «Сейлор Мун». В 2003 году она участвовала в конкурсе немецких мангак, организованном Лейпцигской книжной ярмаркой. В 2004 году на том же конкурсе она завоевала второе место в категории «работы авторов до 16 лет» со своей работой «Turn Back». После этого она получила от организаторов ярмарки предложение нарисовать постер для следующего конкурса, а также войти в состав жюри. В том же году Анике заключила контракт с компанией Tokyopop, и в начале 2005 года в сборнике «Manga Fieber» вышла её первая профессиональная работа Inspiration.
На выставке Games Convention в 2005 году Анике также была дизайнером логотипов приставки Nintendo DS, нарисовав их в манга-стиле. В конце того же года она подписала контракт с датским телеканалом TV2 на создание рекламы для проходившего в Санкт-Петербурге чемпионата мира по гандболу, в котором участвовала женская сборная Дании.
С 2006 года Анике сотрудничает с компанией Tokyopop, которая выпускает её мангу «Готические виды спорта». Эта работа вышла в Германии, Франции, Испании, США и Японии. В 2007 году она была награждена премией Франкфуртской книжной ярмарки как лучшая немецкая манга, а также номинировалась на премию International Manga Award 2007. В 2008 году Анике начала рисовать новую мангу, Die Wolke; эта новая работа была адаптацией одноимённого романа писательницы Гудрун Паузеванг.

## Стиль
В отличие от многих молодых художников, рисующих комиксы, Анике не пользуется компьютером. Наброски она рисует карандашом, затем раскрашивает их вручную, а готовые страницы сканирует и отсылает в издательство. Персонажи Анике имеют европейские черты лица, но носы у них короткие и вздёрнутые. Немецкий журнал Spiegel описывал рисунки Анике как «элегантные и выразительные».

## Работы
- Inspiration (2005)
- «Готические виды спорта» (публикуется с 2006 года, по состоянию на ноябрь 2015 года вышло 5 томов)
- Die feindlichen Nachbarn in Wilhelm Busch und seine Folgen (2007)
- Die Wolke (манга-версия вышедшей в 1987 году книги Гудрун Паузеванг, 2008)